# 失恋保険〜女の安心保障〜
『失恋保険～女の安心保障～』（しつれんほけん おんなのあんしんほしょう）は、2005年7月8日から9月23日までテレビ東京で金曜深夜25:00 - 25:30の時間帯で放送されていた恋愛ドキュメント・バラエティ番組である。
素人の恋愛ドキュメントをスタジオで見るというありがちな形式ではあったが、タイトルのインパクトと、何かと「保険」が注目される時代の中、失恋に保険を設けるという企画性が好評で、スペシャル番組が放送されることもあった。
2006年1月の新春スペシャルをもって終了。

## 番組概要
- 番組は失恋保険会社という設定。別れようか迷っている、彼氏に不満があるなど、彼氏と倦怠期にある女性（保険加入希望者）が、彼氏と別れた場合のインシュアランスとして、保険会社に「保険男」なる理想の男性を紹介してもらう。
- 女性は「仮交際」という形で保険男とデートを重ね、満期（仮交際期間終了）になった時、「やっぱり彼氏をとるのか」「彼氏を捨て保険男との新しい交際をとるのか」を決断しなくてはならない。
- しかし、実は男性側にも選択権があり、彼氏または保険男が、今後女性との交際を望むか否かの審判が最後に待っている。
- 特番として、男性が加入希望者となって理想の女性（保険女）を紹介してもらうというバージョンもあった。

## キャスト
- MC　眞鍋かをり　（営業所所長）
- レポーター　トータルテンボス　（保険営業マン）
- アシスタント　浜田翔子　（保険会社秘書）

## スタッフ
- 企画：兼上頼正
- 構成：金森匠
- リサーチ：新井正行、国友尚
- ディレクター：高橋敦子、片岡千里
- 演出：吉田岳人、Sugyizou
- プロデューサー：浅野太 （テレビ東京）、沢則夫（ベイシス）
- 制作協力：共同テレビ
- 製作著作 : テレビ東京